# Qubbet el-Hawa

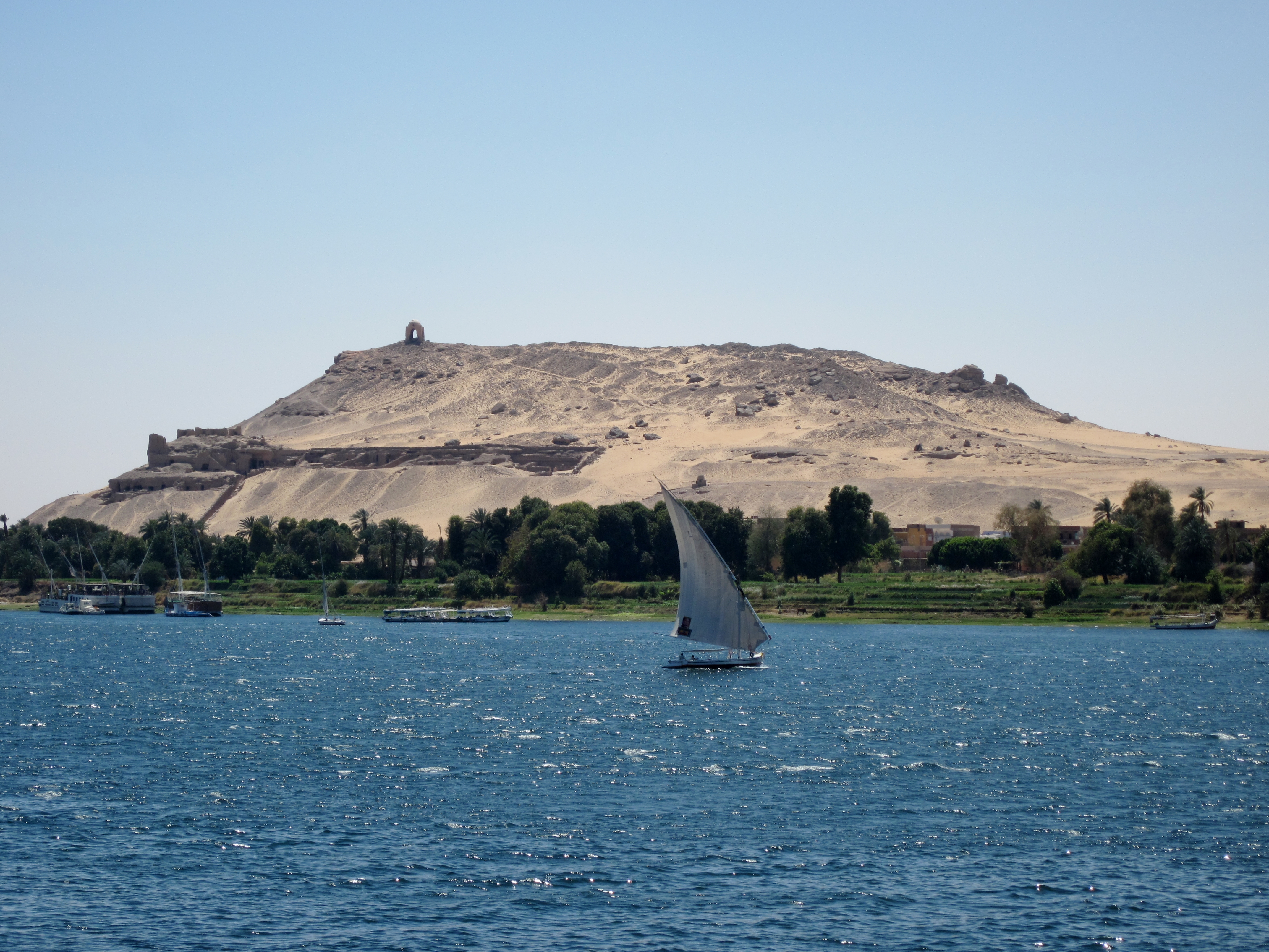
Qubbet el-Hawa.

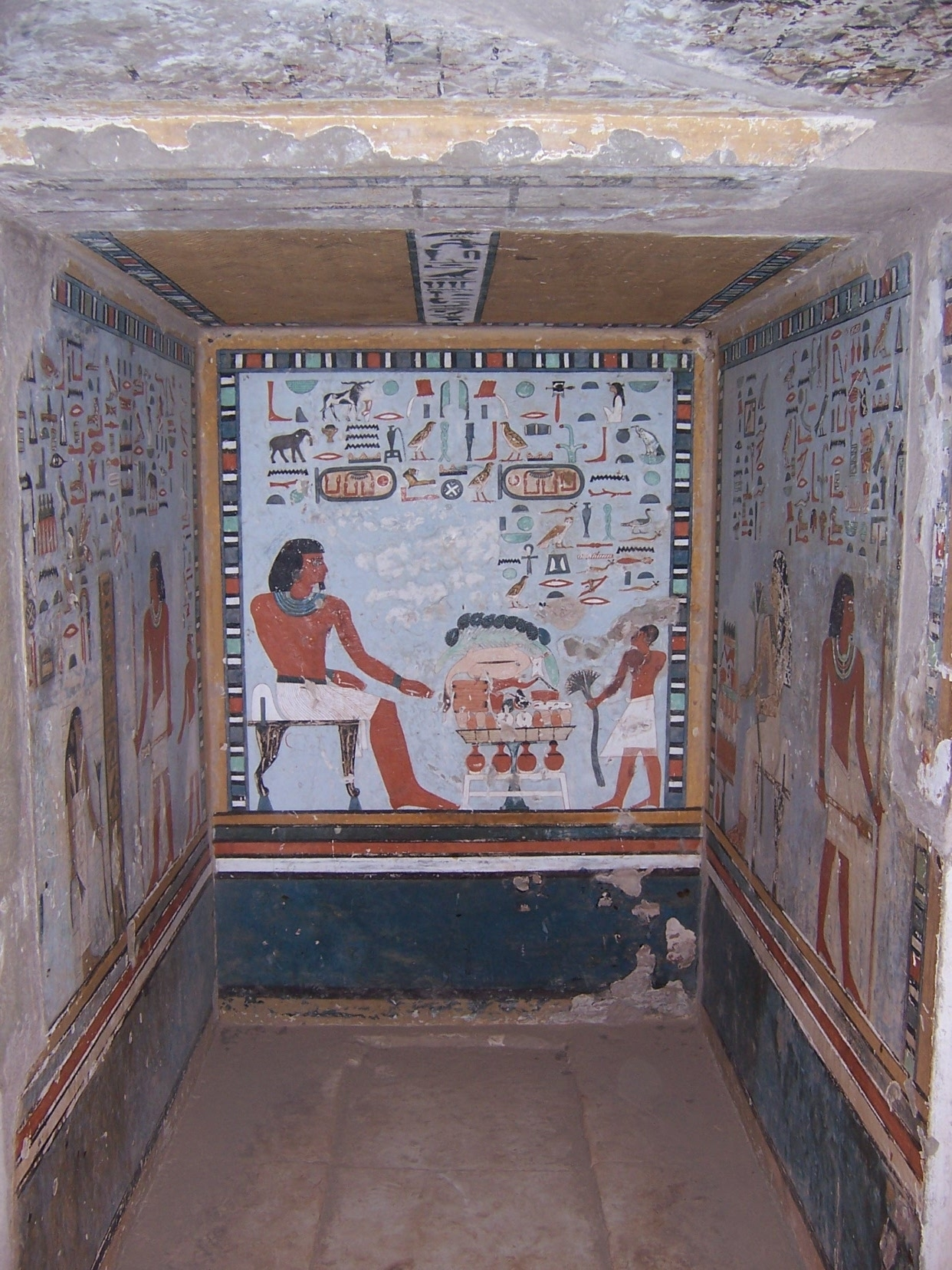
Sepultura de Sarenput II.

Qubbet el-Hawa é um local de um grupo de sepulturas em um paredão na margem ocidental do rio Nilo, oposto a Assuã.

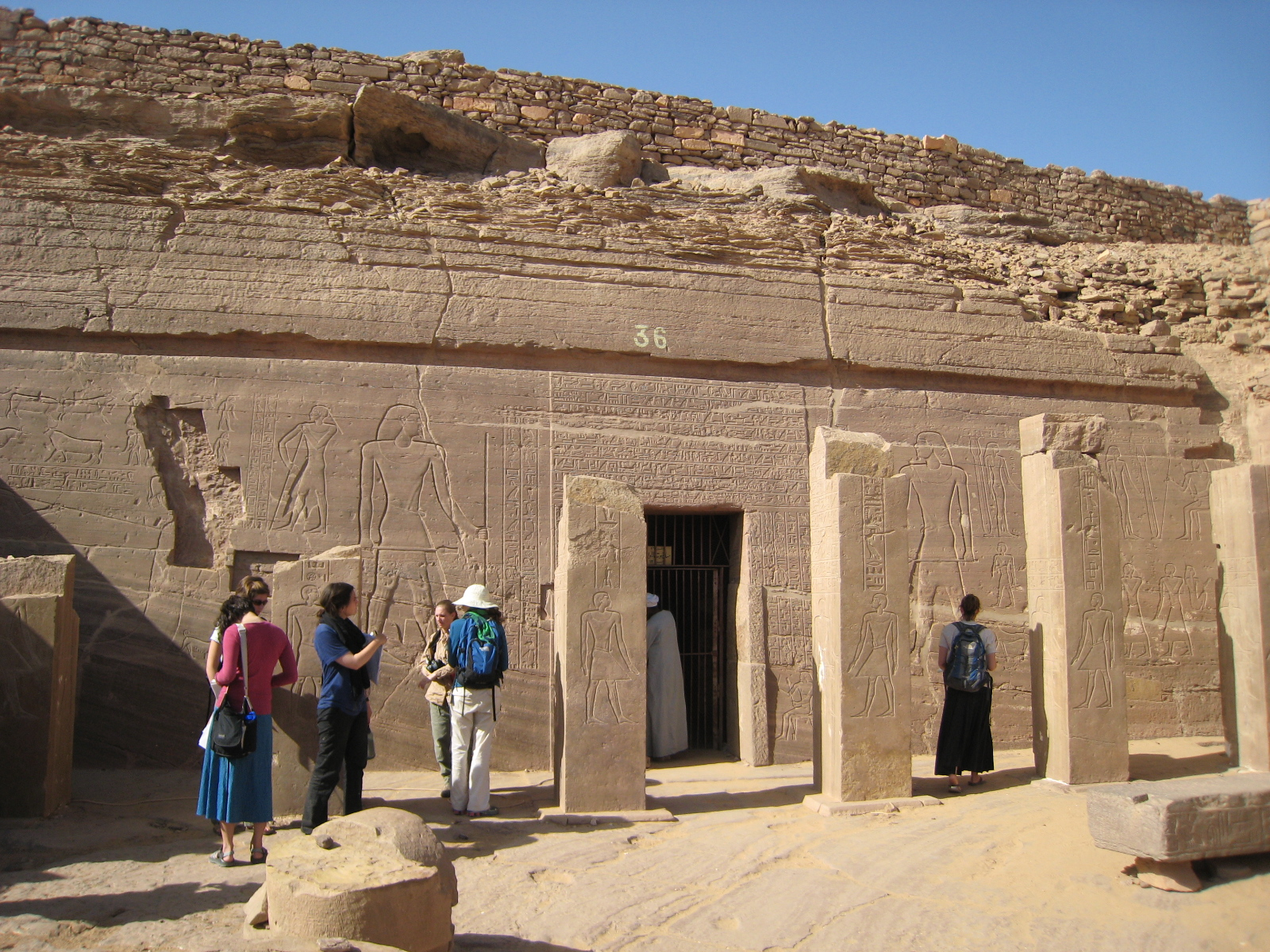
Sepultura em Qubbet el-Hawa.

## Local do Egito Antigo
Os túmulos de elite datam principalmente do Império Antigo, fornecendo uma visão sobre as tradições funerárias do Alto Egito durante o antigo reino tardio. As tumbas incluem o famoso túmulo de Harkhuf. Outros pertencem a Sabni e Heqaib. Existem sepulturas tardias, do Império Médio e Império Novo. Os trabalhos de escavação continuam.

## Local copta
A colina é também o local de um mosteiro copta e alguns dos túmulos foram reutilizados como igreja  copta.